# Newnan, Georgia
Newnan är en stad (city) i Coweta County, i delstaten Georgia, USA. Enligt United States Census Bureau har staden en folkmängd på 33 725 invånare (2011) och en landarea på 47,4 km². Newnan är huvudort i Coweta County.